# Азгарди
Азгарди (англ. Asgard) — одна з найрозвиненіших іншопланетних цивілізацій у всесвіті «Зоряна Брама». Азгарди прихильно ставляться до землян й іноді діляться з командою Зоряних брам своїми досконалими технологіями. Фізіологічно представники даної раси є типовими «сірими чоловічками», добре знайомими з уфології. У серіалі вважається, що германо-скандинавська міфологія заснована на персоналіях азгардів (Тор, Фрейр, Локі, Хеймдал).

## Історія

### Рання історія
Азгарди з'явилися на планеті Отала, що в галактиці Айда. Їхня історія та культура охоплює близько 100 000 років. Приблизно в 28 000 році до н. е. азгарди почали досліджувати світи поза своєю галактикою. Незабаром вчені азгардів винайшли програму клонування і переміщення свідомості людей в клоновані тіла, що дозволило їм жити вічно. Але оскільки генетичний матеріал застарівав, постійні клонування призвели до генетичного виродження, що спричинило серйозні проблеми зі здоров'ям.
Приблизно 30 000 років тому дослідницьке судно азгардів покинуло Оталу. Екіпаж був поміщений в, свого роду, стазис. Але в певний момент навігаційна система вийшла з ладу і судно дрейфувало по галактиках, поки не потрапило в Чумацький Шлях (достовірно невідомо чи був Чумацький Шлях пунктом призначення). Згодом судно було знайдено вченим азгардів Хеймдаллем. Він почав досліджувати члена екіпажу судна в стазисі для оновлення генетичного матеріалу та шляхів виправлення генетичної деградації. Цей азгард був також клоном, але в момент його відправлення в подорож, програма клонування ще не була незворотною, і шкода була дуже незначною. Коли генетична деградація ставала все відчутнішою, деякі азгарди почали здійснювати експерименти на людях, викрадаючи їх і замінюючи короткоживучими копіями. Люди розглядалися як найбльш підходящі з-поміж усіх видів Чумацького Шляху, оскільки виявилися дуже подібними на первісних азгардів. Цю групу вчених засуджували інші азгарди, через що вони пішли в галактику Пегас, де могли продовжити свої дослідження.
Після повернення з Пегасу Древніх, найрозвинутіші тогочасні цивілізації, азгарди, ферлінги і нокси, уклали з ними союз і організували Союз Чотирьох Великих Рас. Приблизно в той же період азгарди зіткнулися з ґоа'улдами, загарбницькі війни і гординю яких різко не схвалювали. Також азгарди взяли під захист деякі планети, заселені людьми, і заборонили ґоа'улдам вторгатися на них під загрозою застосування військової сили.
Попри несхвалення з боку азгардів, скоро ґоа'улди стали великою загрозою для Чумацького Шляху. Ґоа'улди стали використовувати людей як носіїв, що потягло за собою встановлення на підзахисних планетах технологій для знищення симбіотів. Не бажаючи повністю віддати галактику ґоа'улдам, азгарди почали переселяти людей на інші планети або просто охороняти їх, представляючись богами-покровителями. Зокрма так зародилася земна скандинавська міфологія. Дотепер тільки одна захищена планета, крім Землі, зрозуміла технічну природу могутності азгардів. Щоб забезпечувати безпеку цих планет, азгарди і ґоа'улди уклали «Угоду про Захищені Планети», яка забороняла ґоа'улдам нападати на планети, захищені силами азгардів, натомість ґоа'улдам надавалися певні невідомі свободи. Угода могла бути розширена шляхом додавання нових планет, але тільки після переговорів між представниками азгардів і ґоа'улдів. Таким чином під захистом опинилася і Земля. Цієї Угоди дотримувалися всі Системні владики, зважаючи на силу азгардів.
Протягом тривалого часу азгарди захищали ці планети за допомогою своїх технологій і військових кораблів. Але віднайдення реплікаторів у галактиці Айда змусило азгардів кинути всі свої сили на боротьбу з цим ворогом, залишивши захист людей тільки формальним.

### Сучасна історія
У певний момент своєї історії азгарди наткнулися на деактивованих реплікаторів — здатних до самовідтворення роботів, на одній з планет у своїй галактиці. Творці реплікаторів вважалися вимерлими. Взявши на вивчення ці об'єкти на свою планету Оталу, азгарди випадково активували блоки реплікаторів. Вони відразу ж почали асимілювати технології азгардів, що дозволило їм неконтрольовано пошириться по всій галактиці Айда. Зрештою реплікатори почали захоплювати судна азгардів і швидко модифікувати їх, використовувати проти самих же азгардів.
В XX—XXI століттях очільником азгардів та основним їхнім послом для людей став Тор. Азгарди не могли повноцінно допомогти Землі проти ґоа'улдів, або іншій «захищеній планеті», тому що всі сили і ресурси були кинуті на боротьбу з реплікаторами. Енергетична зброя азгардів виявилася неефективною проти реплікаторів. Зброя ж тау'рі, сучасних землян, була кінетичною, тобто ґрунтувалася на найпростіших хімічних реакціях та стрільбі невеликими шматочками свинцю в ціль. Саме цей вид зброї, завдяки кінетичній силі, розбивав структури реплікаторів і ефективно порушував їхню роботу.
За допомоги земної команди ЗБ-1 азгарди заманили реплікаторів у поле розширення часу, що дало азгардам час на розробку дієвої зброї. Але навіть це не зуміло зупинити реплікаторів надовго: вони переробили пристрій розширення часу і змогли прискорити його плин. Скориставшись роками, які минули в ув'язненні, вони еволюціонували у людиноподібну форму, зуміли втекти і напасти на нову планету азгардів — Оріллу. Один із командувачів флоту азгардів напав на корабель реплікаторів як тільки той вийшов з гіперпростору і знищив його, але вцілілі блоки реплікаторів впали на поверхню планети, де знову почали самовідтворюватися. Полковник О'Нілл, зі знанням Древніх, зміг створити зброю проти реплікаторів — прилад, що розщеплює і розбиває реплікаторів на складові частини, відключаючи їх. Тор спроєктував велику версію, щоб охопити цілу планету, що змусило реплікаторів поспіхом збудувати корабель і втекти з планети.
Хоча ґоа'улди і реплікатори зрештою були переможені, Чумацькому Шляху стали загрожувати богоподібні Орай. Азгарди продовжили допомагати Землі в її боротьбі проти Орай і насадження їхньої релігії «Походження», поставляючи нові технології. Так на корабель «Дедал» був посланий технік азгардів — Герміод. Коли почався Хрестовий похід Орай в Чумацький Шлях, азгарди в подяку за підтримку людей у війні з реплікаторами назвали свій передовий крейсер «О'Нілл» і послали його на підмогу в битві біля планети P3Y-229.

### Загибель
Остання спроба азгардів обернути генетичне виродження їхньої раси зазнала невдачі, все населення вразила невиліковна хвороба. Аби не деградувати далі та тільки примножувати свої страждання, азгарди прийняли рішення вчинити масове самогубство і знищити всі свої творіння, а знання передати людству Землі. Для цього Тор запросив генерала Лендрі, Саманту Картер, Деніела Джексона, Тіл'ка і Валу Мал Доран на Оріллу. Там на «Одіссеї» техніки азгардів встановили суперкомп'ютер з історією азгардів та знаннями, які вони накопичили за всі 100 000 років свого існування. Також Тор надав землянам останню військову розробку — плазмово-променеву зброю, найпотужнішу з усіх відомих на той час.
Коли всі системи були встановлені, а Оріллу підірвано, «Одіссей» перехопили три крейсери Орай. Земляни випробували в бою променеву зброю і систему розширення часу, яка сповільнила плин часу навколо, давши можливість обдумати шляхи уникнення фатального пострілу Орай. Пошуки рішення зайняли майже пів століття, але зрештою екіпаж «Одіссея» знайшов спосіб повернути час назад, змінити курс корабля і втекти від крейсерів Орай, доставивши всі надбання азгардів на Землю.

### «Темні» азгарди
Близько 10 000 років тому, коли азгарди покинули галактику Айда і вирушили до Пегаса на пошуки вирішення проблеми генетичного виродження, там вирувала війна між лантійцями і рейфами. Користуючись зайнятістю лантійців, азгард Ванір почав експерименти на людях Пегаса без втручань з боку Верховної Ради азгардів або Ради Атлантиди. Ванір сподівався, що саме лантійці здобудуть перемогу, проте вони повільно втрачали сили і відступали до Атлантиди. Зрештою лантійці евакуювалися до Чумацького Шляху, а рейфи стали домінантним видом у галактиці, який існував впродовж циклів сну і активності. На відміну від лантійців, які не схвалювали аморальних експериментів Ваніра на людях, але дозволяли йому працювати, рейфи розглядали людей лише як їжу та всіляко придушували розвиток людських цивілізацій. Маючи азгардів за основних конкурентів, рейфи винищили їх.
Вцілілим азгардам вдалося сховатися на єдиній планеті, чия атмосфера була токсичною, що приховувало поверхню від рейфів. Отруйна атмосфера планети спочатку була терпимою і азгарди могли дихати за допомогою простих дихальних апаратів. Але з роками вона ставало все більш отруйною і азгардам довелося постійно носити скафандри й жити в герметичних будівлях. Так тривало майже 10 000 років, до 2008 року, поки планета не стала непридатною для життя навіть в скафандрах. Ванір здійснили вилазку і виявили, через необачність землян, зайняту ними Атлантиду. Викравши звідти ключ пристрою Атеро і вчених Родні й Деніела Джексона для автивації пристрою. Це довзолило заблокувати гіпердвигуни всіх кораблів рейфів у галактиці, побічним ефектом чого стали вибухи Зоряних брам. За ці дії азгардів Пегаса було прозвано «темними» азгардами. Об'єднавшись із флотом людей-кочівників, земляни зуміли знищити пристрій Атеро і два кораблі азгардів. Третій, захопивши ключ, зник у невідомому напрямі. Подальша доля «темних» азгардів невідома.

## Фізіологія
Зріст азгардів становить близько метра. Їнях шкіра сіра, кінцівки довгі, але худі, голова велика, а очі чорні і розташовані злегка асиметрично. Зовні вони дуже схожі на розвелівських сірих з уфології (якими і є). Протягом майже 10 000 років азгарди нездатні до розмноження шляхом мейозу (сексуальне відтворення). У пошуках безсмертя вони можуть розмножуватися тільки шляхом мітозу (клонування з переміщення свідомості в клоноване тіло). Як результат мітозу на генетичному рівні з'явилися деякі помилки, а потім почалася генетична деградація, що веде до вимирання. Через це азгарди здійснювали рішучі кроки, щоб забезпечити виживання їх виду. Так, азгард на ім'я Локі викрадав людей із Землі, щоб вивчати людський організм.

### Клонування
Близько 30 000 років тому Азгарди були високими, одним з різновидів гуманоїдів, і могли відтворюватися статевим шляхом. У певний момент своєї історії вони почали програму клонування, яка зробила їх, по суті, безсмертними, оскільки азгарди розробили технологію переміщення свідомості оригіналу в клоноване тіло. Але через цю програму азгарди, зрештою, втратили здатність розмножуватися сексуальним шляхом. Надмірне використання процесу почало пошкоджувати геном азгардів.
Це змусило їх шукати способи повернути процес генетичного виродження, тому що він повільно вів їх до вимирання. Спочатку вони хотіли знайти помилки в своїй програмі клонування, вивчаючи тіло одного зі своїх предків, знайденого в старому дрейфуючому кораблі. Попри всі їхні зусилля, заключна спроба вирішити їх фізіологічне виродження призвела до швидко прогресуючої хвороби, що вбивала їх. Крім того, в результаті того, що вони були клонами, азгарди втратили здатність розвиватися та еволюціонувати, а саме це призводило, зрештою, до Вознесіння, як це сталося з Орай і Древніми.
Азгарди зробили все, що могли, але в результаті вони вирішили вчинити масове самогубство. Азгарди в галактиці Пегас досягли більшого на шляху рішення генетичної проблеми, оскільки вони дозволяли собі експериментувати на людях, у той час як їх побратими з галактики Айда вважали це неприйнятним. Але навіть так вони не вирішили проблему, а лише виграли небагато часу.

## Культура

### Мова
Мову азгардів досить рідко чути в серіалах. Вона звучить швидко, і ніхто з людей її не розуміє. Насправді, їхня мова — англійська, прокручена задом-наперед. Наприклад, розсерджений Герміод каже: «Мене починають сердити постійні вимоги цих людей». На екрані це виглядає так, ніби він лається.
У теорії мова азгардів вплинула на розвиток германських мов. Хоча для більшості людей вона звучить як цілком «інопланетна», вважається, що ця мова звучить як всі германські мови упереміш. Письмена азгардів представлені рунами.

### Моральність
На відміну від ґоа'улдів, азгарди прикидаються богами тільки задля контакту з примітивними цивілізаціями. Оскільки більшість цивілізацій, яким вони надають захист, знаходяться в порівнянні з азгардами на значно нижчому рівні розвитку, вони змушені видавати себе за скандинавських богів, щоб досягати ефективного спілкування. Вони не в змозі захистити від ґоа'улдів всі населені планети Чумацького Шляху, тому уклали з Системними Владиками договір про Захищені планети. Планети, включені в цей договір, стають нейтральними — ні азгарди, ні ґоа'улди не мають права радикально втручатися в їхній розвиток. Звідси випливає, що ґоа'улди не можуть їх захопити, інакше отримають відсіч азгардів, але, з іншого боку, в разі природної катастрофи, азгарди не можуть їм допомогти. Земля була додана в цей список після зустрічі трьох Владик (Хроноса, Юя, Ніррті) і азгарда Тора на військовій базі, де розташований проєкт «Зоряна Брама».

### Верховна Рада азгардів
Верховна Рада азгардів — керівний орган цієї цивілізації. Рада складається з семи азгардів, до числа яких входять Фрейр, Тор і Пенегал. Кожен з них носить на шиї відмітні намиста, які складаються з каменю азгардів і золотих оправ. Це намисто вони носять під час зустрічей. У Верховній Раді приймаються рішення щодо цілої раси. Рада збиралася в Гладстеймі — це великий зал на планеті Отала.